# Fesikh

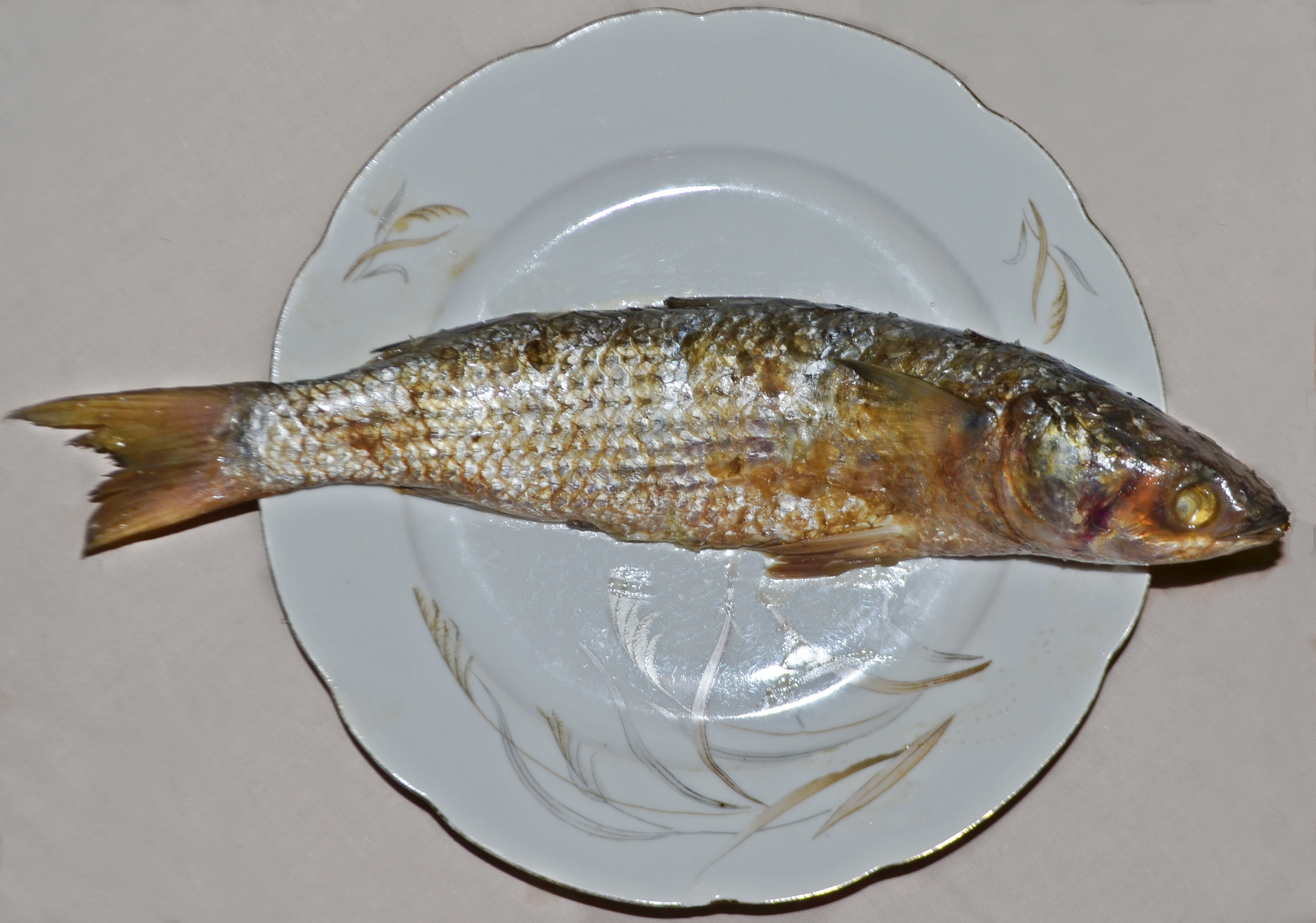
Fesikh

Fesikh (em árabe egípcio:  فسيخ fisīḵ  pronunciado [fɪˈsiːx]) é um prato à base de peixe da culinária do Egito. Feito à base de tainha (do gênero Mugil) fermentada, salgada e curada, este peixe de água salgada vive nos mares Mediterrâneo e Vermelho. O fesikh é comido durante o festival de Sham el-Nessim, uma celebração típica da primavera que remonta à Antiguidade no Egito.

## Preparação
O processo tradicional de preparação do Fesikh é secar o peixe ao sol antes de preservá-lo no sal. Sua realização pode ser muito elaborada, com receitas que passam de geração para geração em certas família. Quem se dedica a esse trabalho recebe um nome próprio no Egito: fasakhani.  Egípcios residentes em países ocidentais costumam usar pescadas brancas como alternativa.

## Riscos
Todos anos, relatos de intoxicações alimentares envolvendo a preparação incorreta do fesikh aparecem na mídia do Egito, especialmente durante o festival Sham El-Nessim, quando a população tradicionalmente consome peixe em conserva.
Em abril de 2012, a agência de inspeção alimentar do Canadá emitiu aviso de recall para o fesikh feito com tainha inteira, com o fesikh de tainha cortada em pedaços no óleo, vendidos numa loja em Toronto. Havia três doenças associadas ao consumo desses produtos, que poderiam estar contaminados com a bactéria Clostridium botulinum.